# Șipca
Şipca est une commune du raion de Șoldănești, en Moldavie. Elle comprend un seul village portant le même nom. Il compte 682 habitants en 2014.

## Personnalités liées à la commune
- Ielpidifor Anempodistovitch Kirillov (1883-1964), physicien soviético-russe.